# Mo Krüger
Sandra „Mo“ Krüger (* um 1975 in Leipzig, Deutsche Demokratische Republik) ist eine deutsche Fernsehmoderatorin, Sprecherin und Sängerin.

## Leben
Mo Krüger studierte Journalistik an der Universität Leipzig. Im Jahr 1998 zog sie nach Berlin. Von 1999 bis 2001 absolvierte sie ein Volontariat beim Radiosender 104.6 RTL. Anschließend war sie stellvertretende Redaktionsleiterin und Co-Moderatorin von Arno und die Morgencrew bei 104.6 RTL. Von 2004 bis 2005 arbeitete sie bei n-tv als Sportmoderatorin. 2005 ging sie zurück nach Leipzig. Seit 2005 arbeitet sie beim MDR in der Sportmoderation von MDR aktuell und als Moderation diverser Unterhaltungssendungen.
Neben ihrer Tätigkeit als Moderatorin und Sprecherin war Mo Krüger auch als Sängerin aktiv. Sie war Sängerin der 1993 gegründeten Band Indigo Blue mit Gunther Heuschkel, Andreas Köhler, Christian Schierwagen (Age of Heaven, Die Art) und Jürgen Kober. Die Band nahm kurz nach der Gründung im April 1993 am 3. Leipziger Rockwettbewerb teil. Weiterhin nahm sie unter anderem mit der deutschen Schlagersängerin Kristina Bach einen Song auf. Im Jahr 2012 war sie die Sprecherin von „Die Maya Apokalypse“ für National Geographic.
Mo Krüger war mit dem Regisseur und Fernsehproduzent Hans-Jürgen Kliebenstein (* 3. November 1948) verheiratet. Hans-Jürgen Kliebenstein war Inhaber der Leipziger Produktionsfirma Classic Art.